# Astrolirus panamensis
Astrolirus panamensis is een negenarmige zeester uit de familie Brisingidae.
De wetenschappelijke naam van de soort werd, als Brisinga panamensis, in 1905 gepubliceerd door Hubert Ludwig. De beschrijving was gebaseerd op 28 exemplaren die in februari, maart en april 1891 tijdens een onderzoekstocht met het schip Albatross waren opgedregd van diepten van 1820 tot 2418 meter bij Cocoseiland, in de Golf van Panama, bij de Galapagoseilanden en in de Golf van Californië.